# Fàbrica Borràs (Cardedeu)
La Fàbrica Borràs és una obra del municipi de Cardedeu (Vallès Oriental) protegida com a bé cultural d'interès local.

## Descripció
Edifici industrial aïllat bastit sobre una gran superfície quadrada, alineat a un carrer i desenvolupat en planta baixa. La façana principal és simètrica, amb elements formals clàssics: un frontó sobre pilars formant un porxo d'entrada. Els elements decoratius pertanyen a l'estil italianitzant propi d'aquesta època. És un conjunt format per diferents naus de planta rectangular amb cobertes, en general, a dues o tres vessants i en dent de serra. Naus davanteres amb el carener perpendicular a la façana principal, de les que sobresurt de l'alineació de la resta la nau de coberta a tres vessants que dona accés a la fàbrica a través d'un porxo. Cinc naus situades a la part central, amb coberta de dent de serra, amb lluernes i bigues de gelosia. Totes les naus són de planta única, a excepció d'una petita part de planta baixa i planta pis.

## Història
La fàbrica original s'instal·là a Cardedeu el 1904. Pere Artigues, en els seus extractes dels acords municipals (Ans 1973 1963) senyala que el 4 d'agost de 1928 es feu una ampliació de la fàbrica de Amadeu Borràs a la carretera de Vilamajor (avui Passeig A. Guimerà). La fàbrica Borràs va donar i dona encara molta vida a Cardedeu. Va ser la primera gran fàbrica tèxtil que s'hi instal·là. Actualment encara està en funcionament i dona feina a més de dues-centes persones i s'ha especialitat en la fabricació de camises i peces tèxtils.